# Karl Georg Dümge
Karl Georg Dümge, auch Carl George Dümgé, (* 23. Mai 1772 in Heidelberg; † 27. Februar 1845 in Karlsruhe) war ein deutscher Historiker, Bibliothekar, Urkundenforscher und Archivar.

## Leben
Dümge, der 1788/89 an der Universität Heidelberg das Studium aufgenommen hatte, habilitierte sich 1805 mit einer landeskundlichen Schrift über Geographie und Geschichte des Großherzogtums Baden, die 1809 unter dem Titel Geographiae et historiae ducatus magni Badensis primae lineae in Heidelberg im Druck erschien. Trotz zunehmender Gehörlosigkeit lehrte er danach als Privatdozent, wurde 1811 Hilfsbibliothekar an der Universitätsbibliothek und Ende desselben Jahres außerordentlicher Professor. 1813 scheiterte er erstmals mit seinen Bemühungen um eine ordentliche Professur, erhielt aber angesichts seiner schwierigen finanziellen Situation die mit 100 fl jährlich besoldete Stelle des Heidelberger Universitätsarchivars. 1814 wurde er als Assessor nach Karlsruhe an das Generallandesarchiv versetzt. Seine Bemühungen um eine Rückkehr nach Heidelberg, in die Reichweite der Universitätsbibliothek Heidelberg, blieben zunächst ohne Erfolg. 
Dümge, der als schwieriger Charakter galt und von seinen Vorgesetzten auch wegen mangelnder Leistung getadelt wurde, kam erst 1819 mit einer Freistellung für die Tätigkeit des Redakteurs der vom Reichsfreiherrn vom Stein gegründeten Gesellschaft für ältere deutsche Geschichtskunde, eines Vorläufers der Monumenta Germaniae Historica, wieder nach Heidelberg. Aber auch hier gab es bald wieder Probleme und so kehrte er 1822, nunmehr als Archivrat, endgültig ins Generallandesarchiv Karlsruhe zurück. Hier entstanden neben anderen Verzeichnungsarbeiten, die er bis zum Eintritt in den Ruhestand (1845) durchführte, die Regesta Badensia, die, wie es heißt, „den Namen Dümgé dauerhaft mit der badischen Geschichtsforschung verbanden“. Sein Amtsnachfolger, mit dem er auch Studienreisen unternahm, war Franz Josef Mone.
Seit 1820 war er korrespondierendes Mitglied der Bayerischen Akademie der Wissenschaften.